# تيري ادامسون
تيري ادامسون (15 أكتوبر 1948 في المملكة المتحدة - ) هو لاعب كرة قدم بريطاني في مركز الدفاع. لعب مع نادي سندرلاند ونادي لوتون تاون ونادي سكاربورو ونادي هارتلبول يونايتد وMurton A.F.C. ‏.